# Jerzy (Dielijew)
Jerzy, imię świeckie Spiridon Gieorgijewicz Dielijew (ur. 29 listopada?/11 grudnia 1878 w Karakubie, zm. 1937 w Dniepropietrowsku) – rosyjski biskup prawosławny pochodzenia greckiego.

## Życiorys
Absolwent seminarium duchownego w Jekaterynosławiu (1902). Po jego ukończeniu pracował jako katecheta w szkole parafialnej, a następnie w gimnazjum żeńskim i szkole handlowej w Aleksandrowsku (1905–1915). W 1919 ukończył w stopniu kandydata studia teologiczne w Kijowskiej Akademii Duchownej. 15 grudnia 1921 złożył wieczyste śluby mnisze.
26 grudnia tego samego roku przyjął chirotonię biskupią, otrzymując tytuł biskupa bogusławskiego i lipowieckiego, wikariusza eparchii kijowskiej. Ceremonii przewodniczył metropolita kijowski i halicki Michał. Od 1924 do 1925 był locum tenens eparchii kijowskiej, najwcześniej w marcu 1926 otrzymał godność biskupa taraszczańskiego. W 1928 został biskupem dniepropetrowskim, dwa lata później został podniesiony do godności arcybiskupiej. W 1936 został aresztowany i oskarżony o współpracę z polskim wywiadem oraz członkostwo w cerkiewno-faszystowskiej organizacji kontrrewolucyjnej. W toku śledztwa przyznał się do winy, został skazany na śmierć i w 1937 rozstrzelany.